# Bazadais
Il Bazadais (pronunciato: Basadés in dialetto guascone) è una regione naturale della Francia. Essa si trova a sud-ovest del dipartimento della Gironda.
Il nome proviene da (pagus) basatensis, « (paese dei) Vasati », dal nome del popolo della Novempopulana, detta anche in lingua latina Aquitania tertia.

## Geografia

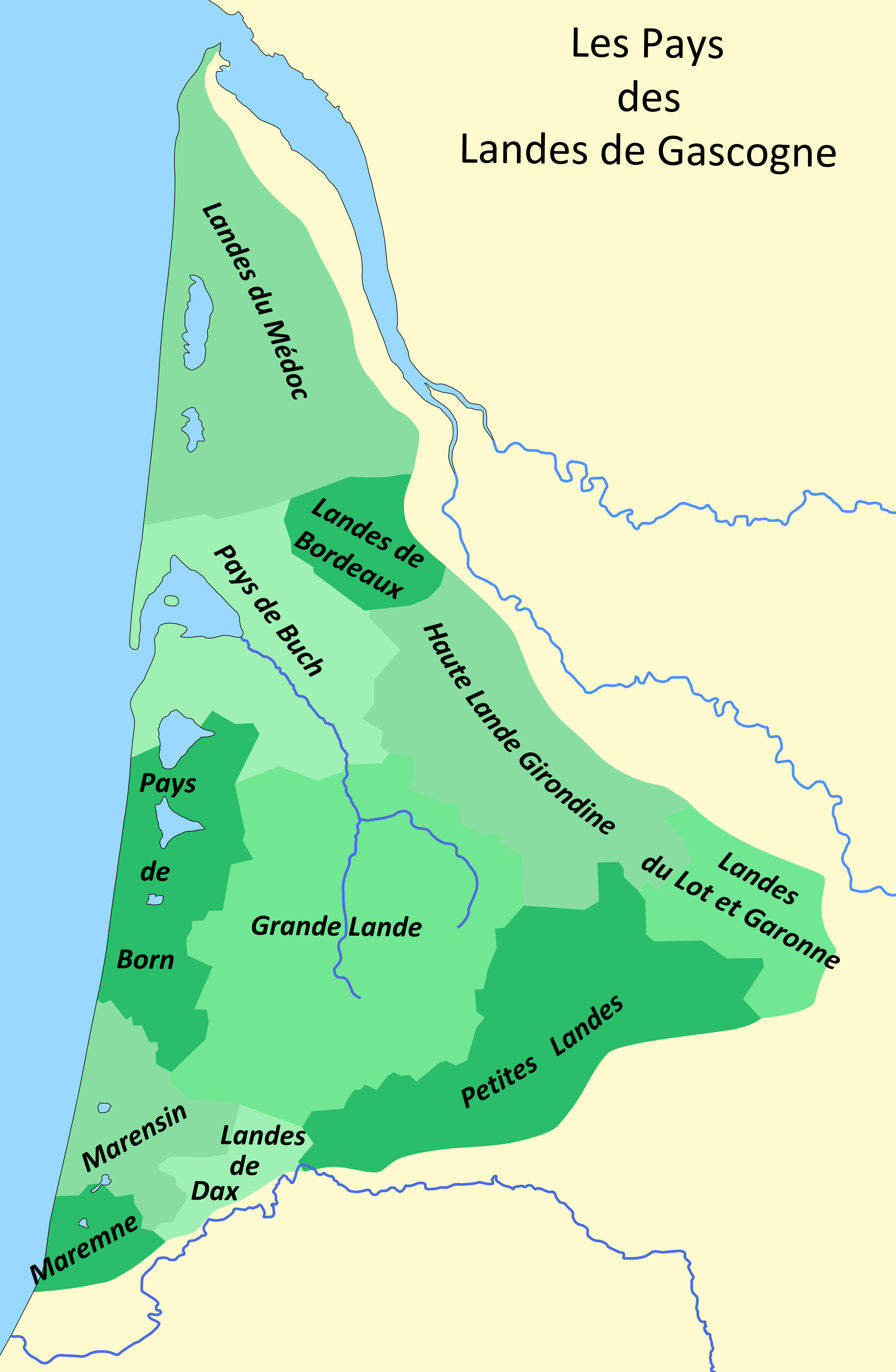
I Pays delle Landes de Gascogne

È una regione allo stesso tempo di colline e di lande.
Esso termina a nord nella città di Langon. Quest'ultima, divenuta capoluogo di prefettura nel 1926 a spese di Bazas, fa parte del Bazadais storico. Il Bazadais è delimitato a sud dal corso del Ciron, affluente della Garonna, e s'apre sulle Lande di Guascogna.
Esso confina ad est con il Queyran e ad ovest con la Grande-Lande, a nord-ovest con le Graves e le Haute Lande Girondine.

## Storia
Gli antenati dei bazadesi ci riportano ai Vasati, un importante popolo dell'antica Aquitania.
Dalla prima età del ferro la loro capitale, Cossium, era una posizione fortificata che controllava gli scambi commerciali fra Tolosa e Bordeaux.
Il Bazadais è stata una diocesi fin dall'inizio della diffusione del cristianesimo in Aquitania. La sede episcopale era a Bazas.
Esso ha integrato il ducato di Guascogna nel X secolo, poi fu annesso ai beni della corona di Francia, sotto Enrico IV.
Bertrand de Goth, futuro papa Clemente V, nacque à Uzeste e fece costruire nella regione sette castelli per sé e per la sua famiglia : a Villandraut, Budos, Fargues, la Trave ed a Mazères, ove il castello di Roquetaillade, eretto nel 1306, fu restaurato nel XIX secolo da Viollet-le-Duc.
Prima della morte, re Luigi XI confermò la sua protezione regale con lettere patenti nel febbraio 1483

## Economia
L'agricoltura del Bazadais è quasi in via di scomparsa. In effetti il rimboschimento, i terreni incolti e l'urbanizzazione rosicchiano a poco a poco le vecchie praterie destinate all'allevamento bovino (produzione di carne e latte). Più che altrove viene meno la trasmissione delle esperienze alle nuove generazioni di agricoltori.
Rimane comunque la pratica dell'allevamento dei bovini da carne della pregiata razza bazadese, utilizzata anche dagli allevatori della Chalosse per la produzione, insieme ad altre razze, del bue di Chalosse.

## Cultura e tradizioni
Il Bazadese è molto attaccato alle sue tradizioni:
- La sfilata di carnevale dei buoi di razza bazadese;
- I pifferi e tamburi (ripataoulère) ;
- Le feste di San Giovanni con i fuochi dinnanzi alla cattedrale di San Giovanni Battista a Bazas;
- Il felibrismo;
- Il caccia ai colombacci;
- Il mercato settimanale del sabato sulla piazza della cattedrale;
- Il rugby a XV.

## Persone legate al Bazadais
- papa Clemente V (Bertrand de Got), nacque nel Bazadais verso il 1264
- Xavier Darcos, letterato e uomo politico francese di famiglia bazadese